# Lauren Cohan
Lauren Cohan (Philadelphia, Pennsylvania, 1982. január 7. –) brit–amerikai színésznő.
Legismertebb szerepe Maggie Greene a The Walking Dead című amerikai televíziós horrorsorozatból. Szerepelt továbbá a Vámpírnaplók, az Odaát és a Chuck című sorozatokban is.

## Élete
Lauren Cohan 1982. január 7-én született amerikai apától és skót anyától. Egyes források Philadelphiát (Pennsylvania) tüntetik fel születési helyeként, de Cohan nyilatkozataiban azt állította, hogy a New Jersey-i Cherry Hillben látta meg a napvilágot.
Gyerekkorát Cherry Hillben töltötte (valamint egy évig Georgiában lakott), mielőtt 13 éves korában az Egyesült Királyságba költöztek volna. A család Surreyben telepedett le. Amikor az édesanyja újraházasodott, felvette férje nevét, a Cohant, valamint a zsidó vallást. Lauren  ötéves  korától a judaizmus szerint nevelkedett. Öt fiatalabb testvére van, köztük egy mostohatestvére. Cohan a Winchesteri egyetemen diplomázott, ahol drámát és angol irodalmat tanult, mielőtt a részben általa alapított színjátszó társulattal turnézni kezdtek. Cohan ezután London és Los Angeles között ingázott, számos filmes és nonprofit projekten dolgozva.
Jacob M. Appel író esszégyűjteményében, a Phoning Home-ban Cohen a témája a "She Loves Me Not" című esszének.

## Karrierje

### Filmes karrier
Cohan filmes debütálása a 2005-ös Casanova című filmben volt, amelyben Beatrice nővért alakította. 2006-ban szerepelt a Buliszerviz folytatásában, a Buliszerviz 2. – Taj előmenetele című filmben, Charlotte Higginson szerepében. Ezután a 2007-es Float-ban láthatta a közönség. 2010 februárjában beválogatták a Halálfutam 2. szereplőgárdájába, olyan sztárok mellé, mint Sean Bean és Danny Trejo.

### Televíziós karrier
Cohan az Odaát harmadik évadjában tűnt fel hat epizód erejéig, mint Bela Talbot, egy tolvaj, aki értékes természetfeletti tárgyakat szerez be, és ad el meglehetősen gazdag és nagy hatalmú embereknek a természetfeletti világában. Bela nem kapott meleg fogadtatást a rajongók körében alattomos viselkedése, ellenszenves énközpontúsága, valamint a főszereplő Winchester testvérek megölésére tett folyamatos kísérletei miatt. A karaktert kiírták a sorozatból, a harmadik évad utolsó előtti epizódjában lelte halálát.
A Vámpírnaplók című sorozatban visszatérő karakter volt, mint Rose, egy 560 éves vámpír. 2011-ben csatlakozott a Chuck stábjához néhány epizód erejéig, mint Vivian Volkoff, egy "elbűvölő, kifinomult felső tízezerbeli" az Egyesült Királyságból, valamint a főgonosz, Alexei Volkoff lánya.
Szerepelt még vendégszínészként olyan műsorokban, mint a Modern család, a CSI: New York-i helyszínelők, a Döglött akták, az Életfogytig zsaru, az Archer és a Gazdagok és szépek.
Szerepelt a The CW egy korai, Heavenly című sorozatának kísérleti részében, melyben az egyik főszereplőt, egy ügyvédet alakította, aki egy angyallal lép szövetségre. Végül ez a sorozat nem indult el.
Cohant beválogatták az AMC The Walking Dead című horrorsorozatának második évadjába, Maggie Greene visszatérő szerepébe. A harmadik évadban a főszereplők közé léptették elő.

## Filmográfia

### Film

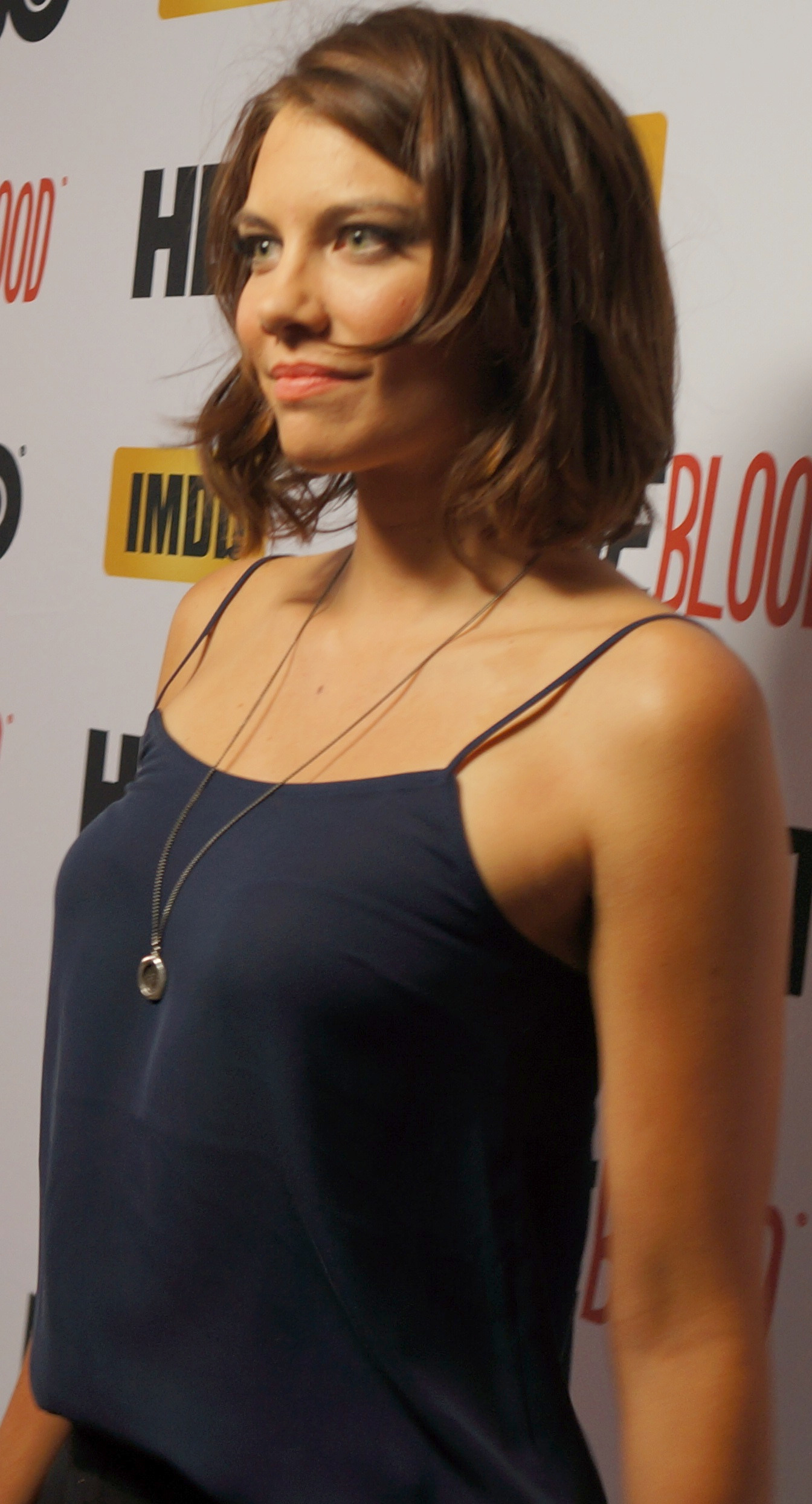
A True Blood – Inni és élni hagyni 2013-as eseményén

| Év   | Magyar cím                                 | Eredeti cím                                    | Szerep                     | Magyar hang     |
| ---- | ------------------------------------------ | ---------------------------------------------- | -------------------------- | --------------- |
| 2005 |                                            | The Quiet Assassin (rövidfilm)                 | Alessia                    |                 |
| 2005 | Casanova                                   | Casanova                                       | Beatrice nővér             |                 |
| 2006 | Buliszerviz 2. – Taj előmenetele           | National Lampoon's Van Wilder: The Rise of Taj | Charlotte Higginson        | Ruttkay Laura   |
| 2008 |                                            | Float>                                         | Emily Fulton               |                 |
| 2010 |                                            | Young Alexander the Great                      | Leto                       |                 |
| 2010 |                                            | Practical                                      | Lauren                     |                 |
| 2010 |                                            | Disturbed                                      | Claire                     |                 |
| 2011 | Halálfutam 2.                              | Death Race 2                                   | September Jones            | Horváth Lili    |
| 2014 | Érj el!                                    | Reach Me                                       | Kate                       | Zsigmond Tamara |
| 2016 | Batman Superman ellen – Az igazság hajnala | Batman v Superman: Dawn of Justice             | Martha Wayne (cameoszerep) | Várkonyi Andrea |
| 2016 | A fiú                                      | The Boy                                        | Greta Evans                | Gubás Gabi      |
| 2018 | 22 mérföld                                 | 22 Mile                                        | Alice Kerr                 | Andrádi Zsanett |
| 2022 |                                            | Catwoman: Hunted                               | Julia Pennyworth (hangja)  |                 |

### Televízió
| Év        | Magyar cím                               | Eredeti cím                         | Szerep                          | Megjegyzések |
| --------- | ---------------------------------------- | ----------------------------------- | ------------------------------- | --- |
| 2007      | Gazdagok és szépek                       | The Bold and the Beautiful          | Forrester Creations alkalmazott | 1 epizód |
| 2007–2008 | Odaát                                    | Supernatural                        | Bela Talbot                     | főszereplő (3. évad), 6 epizód |
| 2008      |                                          | Valentine                           | Joanna Clay                     | 1 epizód |
| 2009      | Életfogytig zsaru                        | Life                                | Jackie Rolder                   | 1 epizód |
| 2010      | Modern család                            | Modern Family                       | recepciós                       | 1 epizód |
| 2010      | Döglött akták                            | Cold Case                           | Rachel Malone '86               | 1 epizód |
| 2010      | CSI: New York-i helyszínelők             | CSI: NY                             | Meredith Muir                   | 1 epizód |
| 2010–2012 | Vámpírnaplók                             | The Vampire Diaries                 | Rose                            | 6 epizód |
| 2011      |                                          | Heavenly                            | Lily                            | próbaepizód |
| 2011      | Chuck                                    | Chuck                               | Vivian McArthur Volkoff         | 5 epizód |
| 2011–2022 | The Walking Dead                         | The Walking Dead                    | Maggie Greene                   | - visszatérő szereplő, 2. évad (12 epizód) - főszereplő (3-11. évad) - magyar hangja Andrádi Zsanett - Satellite-díj a legjobb szereplőgárdáért (2012) |
| 2012      |                                          | Childrens Hospital                  | Lulu Pratt                      | 1 epizód |
| 2013      | Esküdt ellenségek: Különleges ügyosztály | Law and Order: Special Victims Unit | Avery Jordan                    | 1 epizód |
| 2014      | Archer                                   | Archer                              | Juliana Calderon (hangja)       | 4 epizód |
| 2014      |                                          | Tim & Eric's Bedtime Stories        | Stephanie                       | 1 epizód |
| 2016      | Playback párbaj                          | Lip Sync Battle                     | önmaga                          | 1 epizód (Sonequa Martin-Green vs. Lauren Cohan) |
| 2016      |                                          | The Mindy Project                   | Ashley                          | 2 epizód (4. évad) |
| 2017      | Robotcsirke                              | Robot Chicken                       | Maggie Rhee (hangja)            | 1 epizód |
| 2019      | Mr. Whiskey                              | Whiskey Cavalier                    | Francesca "Frankie" Trowbridge  | - főszereplő (13 epizód) - magyar hangja Solecki Janka                                                                                                 |
| 2021      | Legyőzhetetlen                           | Invincible                          | Holly / War Woman (hangja)      | 1 epizód |
| 2021      |                                          | The Walking Dead: Origins           | önmaga                          | 1 epizód |
| 2023      |                                          | The Walking Dead: Dead City         | Maggie Rhee                     | főszereplő és vezető producer |

### Videójátékok
| Év   | Cím     | Szerep       | Ref.   |
| ---- | ------- | ------------ | ------ |
| 2014 | Destiny | Exo Stranger | [ 23 ] |

## Fordítás
- Ez a szócikk részben vagy egészben  a   Lauren Cohan című angol Wikipédia-szócikk ezen változatának fordításán alapul.  Az eredeti cikk szerkesztőit annak laptörténete sorolja fel. Ez a jelzés csupán a megfogalmazás eredetét és a szerzői jogokat jelzi, nem szolgál a cikkben szereplő információk forrásmegjelöléseként.